# Apatophysis caspica
Apatophysis caspica är en skalbaggsart som beskrevs av Semenov 1901. Apatophysis caspica ingår i släktet Apatophysis och familjen långhorningar.
Artens utbredningsområde är:
- Afghanistan.
- Iran.
- Kazakstan.
- Turkmenistan.

Inga underarter finns listade i Catalogue of Life.